# Barnea truncata
Barnea truncata är en musselart som först beskrevs av Thomas Say 1822.  Barnea truncata ingår i släktet Barnea och familjen borrmusslor. Inga underarter finns listade i Catalogue of Life.